# Лангенес
Лангенес (нім. Langeneß) — громада в Німеччині, розташована в землі Шлезвіг-Гольштейн. Входить до складу району Північна Фризія. Складова частина об'єднання громад Пельворм.
Займає усі 11,57 км2 площі однойменного острова, який належить до групи Північно-Фризьких островів. Населення становить 129 ос. (станом на 31 грудня 2020).